# Frithjof Dahl
Wilhelm Frithjof Dahl (* 29. Juni 1903 in Frankfurt am Main; † 18. Dezember 1962 in Kronberg im Taunus) war ein deutscher Maler.

## Leben
1929 wurde er mit einer kunsthistorischen Dissertation an der Johann Wolfgang Goethe-Universität Frankfurt am Main zum Dr. phil. promoviert. Er lebte in Frankfurt (Klingenberger Straße 10), ab 1954 in Kronberg und war als Verlagsvertreter tätig.
Er malte Landschaften und Porträts.

## Veröffentlichungen
- Max Bittrof. In: Gebrauchsgraphik 5, Heft 12, 1928, S. 3–18.
- Die Tätigkeit des Baumeisters Salins de Montfort in Frankfurt am Main (= Schriften des Historischen Museums der Stadt Frankfurt a. M. Heft 5). Englert & Schlosser, Frankfurt a. M. 1930 (Dissertation).
- Salins (de Montfort), Nicolas Alexandre. In: Hans Vollmer (Hrsg.): Allgemeines Lexikon der Bildenden Künstler von der Antike bis zur Gegenwart. Begründet von Ulrich Thieme und Felix Becker. Band 29: Rosa–Scheffauer. E. A. Seemann, Leipzig 1935, S. 346–348 (biblos.pk.edu.pl).